# Henri Bossi
Henri Bossi (* 20. Februar 1958) ist ein ehemaliger luxemburgischer Fußballspieler und heutiger Trainer sowie Funktionär.

## Karriere

### Spieler

#### Verein
Auf Vereinsebene spielte Mittelfeldspieler Bossi von 1975 bis 1983 für Progrès Niederkorn in der Nationaldivision. Auch bei Fola Esch war er im Laufe seiner Spielerkarriere aktiv. Er bestritt insgesamt 277 Spiele in Luxemburgs höchster Spielklasse sowie zehn Begegnungen im Europapokal, u. a. gegen Real Madrid und Grasshopper Zürich.

#### Nationalmannschaft
Am 27. Februar 1980 wurde er von Trainer Louis Pilot beim Freundschaftsspiel Luxemburgs gegen Belgien (0:5) in der 82. Minute für Nico Wagner eingewechselt. Es blieb sein einziges Länderspiel.

### Trainer
Bossi trainierte kurzzeitig den US Bad Mondorf, mit dem er in der Saison 2009/10 in die Ehrenpromotion aufstieg. Ab Juli 2010 war er Trainer beim FC Progrès Niederkorn und hatte diese Position bis zum 1. Oktober 2012 inne. Ihm zur Seite stand als Assistenztrainer Gio Barnabo. Nach seinem Rücktritt trainierte er wieder für kurze Zeit die Mannschaft von US Bad Mondorf. Seit Mai 2013 ist er Sportdirektor des FC Progrès Niederkorn.
Am 27. Mai 2015 wurde bekannt, dass Bossi neuer Trainer zur Saison 2015/16 beim FC Wiltz 71 wird, nachdem Claude Ottelé den Verein am 23. Mai, nach dem Klassenerhalt, verlassen hat. Nach nur wenigen Monaten verließ er Wiltz und unterschrieb beim luxemburgischen Zweitligisten US Hostert. Hier löste ihn im Sommer 2019 sein Assistent René Peters als Trainer ab. Dann fungierte er kurzzeitig als Co-Trainer von Emilio Ferreira beim F91 Düdelingen. Im März 2020 heuerte er dann erneut bis zum Sommer 2022 bei US Hostert an. Anschließend übernahm Bossi den Ligarivalen Jeunesse Esch als Nachfolger von Jeff Strasser. Doch schon nach vier Monaten wurde sein Engagement dort wieder von Vereinsseite beendet. Am 6. März 2023 übernahm Bossi zum dritten Mal die US Hostert als Trainer, stieg dann aus der BGL Ligue ab und trat am 4. März 2024 wieder von seinem Posten beim Zweitligisten zurück.

### Funktionär
Am 10. November 2022 gab der luxemburgische Erstligist Swift Hesperingen bekannt, Henri Bossi als neuen Sportdirektor verpflichtet zu haben. In dieser Funktion war er zwar nur bis zum 5. März 2023 aktiv, der Klub gewann am Ende der Spielzeit aber erstmals die nationale Meisterschaft.

## Privates
Henri Bossi ist der Bruder des früheren Nationalspielers Marcel Bossi.